# Oligonychus yothersi
Oligonychus yothersi är en spindeldjursart som först beskrevs av McGregor 1914.  Oligonychus yothersi ingår i släktet Oligonychus och familjen Tetranychidae. Inga underarter finns listade i Catalogue of Life.